# Оливера Галовић
Оливера Галовић (Шабац, 1923 ― Београд, 2000) је била српска сликарка и ликовни педагог. Завршила је академију у Београду 1948. године. Поред Србије, имала је самосталне изложбе у Паризу, Бечу и у САД-у. Типичан је представник експресионизма, изразитог колорита. Као један од сликара из врха савременог сликарства, била је учесница престижне колоније "Меморијал Надежде Петровић" у Чачку.

## Стваралаштво
Након завршетка Академије у Београду, ступила је у уметнички живот, априла 1951. године, са групом "Једанаесторица" која је била израз уметничког авангардизма у модерном српском сликарству. Оливера Галовић је својим мртвим природама и пејзажима стекла симпатије поклоника модерне уметности.